# Anthrax bistellus
Anthrax bistellus är en tvåvingeart som först beskrevs av Walker 1850.  Anthrax bistellus ingår i släktet Anthrax och familjen svävflugor. Inga underarter finns listade i Catalogue of Life.